# Departamento de Huehuetenango
Departamento de Huehuetenango är ett departement i Guatemala. Det ligger i den västra delen av landet, 160 km nordväst om huvudstaden Guatemala City. Antalet invånare är 846 544. Arean är 7 403 kvadratkilometer.
Terrängen i Departamento de Huehuetenango är mycket bergig.
Departamento de Huehuetenango delas in i:

1. Municipio de Todos Santos Cuchumatán
2. Municipio de Tectitán
3. Municipio de Soloma
4. Municipio de Santiago Chimaltenango
5. Municipio de Santa Eulalia
6. Municipio de Santa Bárbara
7. Municipio de Santa Ana Huista
8. Municipio de San Sebastián Huehuetenango
9. Municipio de San Sebastián Coatán
10. Municipio de San Rafael Petzal
11. Municipio de San Rafael La Independencia
12. Municipio de San Pedro Necta
13. Municipio de San Miguel Acatán
14. Municipio de San Mateo Ixtatán
15. Municipio de San Juan Ixcoy
16. Municipio de San Juan Atitán
17. Municipio de San Gaspar Ixchil
18. Municipio de San Antonio Huista
19. Municipio de Nentón
20. Municipio de Malacatancito
21. Municipio de La Libertad
22. Municipio de La Democracia
23. Municipio de Jacaltenango
24. Municipio de San Ildefonso Ixtahuacan
25. Municipio de Huehuetenango
26. Municipio de Cuilco
27. Municipio de Concepción Huista
28. Municipio de Colotenango
29. Municipio de Chiantla
30. Municipio de Barillas
31. Municipio de Aguacatán
32. Municipo de Unión Cantinil
33. Municipo de San Ildefonso Ixtahuacan

Följande samhällen finns i Departamento de Huehuetenango:

- Jacaltenango
- Barillas
- San Mateo Ixtatán
- Soloma
- Concepción
- La Libertad
- San Antonio Huista
- Aguacatán
- Santa Eulalia
- Ixtahuacán
- San Pedro Necta
- Todos Santos Cuchumatán
- Santiago Chimaltenango
- San Miguel Acatán
- San Juan Ixcoy
- Nentón
- Malacatancito
- Santa Ana Huista
- Cuilco
- San Rafael La Independencia
- San Sebastián Coatán
- Tectitán